# Hey Jude
«Hey Jude» (укр. «Гей, Джуд») — пісня британського рок-гурту «Бітлз», яку випустили як сингл у серпні 1968 року. Написана Полом Маккартні, хоча офіційно приписана авторському дуету Леннон — Маккартні. Перший реліз «Бітлз» на їхньому лейблі Apple. Сингл очолив чарти багатьох країн світу і став найпопулярнішим синглом року у Великій Британії, США, Австралії та Канаді. В американському чарті Hotboard Hot 100 «Hey Jude» тримав першу позицію протягом дев’яти тижнів, чим побив рекорд усіх часів за найдовше очолення американського чарту. Сингл був проданий приблизно у вісім мільйонів копій. Музичні критики часто вносять цю пісню у списки найкращих пісень усіх часів. Журнал «Rolling Stone» розмістив її на 8-й позиції у своєму списку найкращих пісень усіх часів.
Пол Маккартні писав цю пісню з метою моральної підтримки спільного сина Джона та Сінтії Леннон — Джуліана, який в той час дуже емоційно переживав із приводу розлучення своїх батьків. 